# Скотсборо (Алабама)
Скотсборо (англ. Scottsboro) — город в США. Административный центр (1859) округа Джэксон штата Алабама.
Находится в северо-восточной Алабаме. Расположен недалеко от реки Теннесси на краю плато Камберленд, примерно в 65 км к востоку от Хантсвилла. Чероки и крики, жившие в этом районе, были изгнаны в 1838 году, и город был назван в честь Роберта Т. Скотта, одного из первых поселенцев из Северной Каролины. 
Сообщество привлекло национальное внимание в 1931 году как место знаменитого дела Скотсборо, на котором девять афроамериканских юношей были осуждены за изнасилование двух белых женщин в поезде. Отмена приговоров Верховным судом США стала важной вехой в конституционном праве и гражданских правах и оказала большое влияние на повышение уровня расового правосудия в Соединённых Штатах.
Сельское хозяйство (птицеводство и животноводство) и обрабатывающая промышленность (текстиль, ковровая пряжа, промышленные волокна, алюминий и торговое оборудование) вносят основной вклад в экономику Скотсборо. 
Неподалеку расположено озеро Гантерсвилл; к юго-западу расположен парк штата «Кафедральные пещеры» (на илл.). Пещера Рассела к северо-востоку от Скотсборо, недалеко от границы со штатом Теннесси, представляет собой место, где доисторические люди жили почти 10 000 лет. Центр наследия Скоттсборо-Джэксон занимается историей округа. Инкорпорирован в 1869 году. Население: (2000 г.) 14 762 человека; (2010 г.) 14 770 человек.
| 2010   | 2020    |
| ------ | ------- |
| 14 770 | ↗15 578 |